# Microchaetona gracilis
Microchaetona gracilis là một loài ruồi trong họ Tachinidae.